# Bernard de La Villardière
Bernard Édouard Henri Berger de La Villardière dit Bernard de La Villardière, né le 25 mars 1958 à Boulogne-Billancourt (Hauts-de-Seine), est un journaliste, animateur de radio et de télévision français.
Depuis 2005, il présente, sur M6, le magazine d'investigation Enquête exclusive, après avoir animé Zone interdite pendant sept ans sur la même chaîne.

## Biographie
Bernard Berger de La Villardière est issu d'une famille subsistante d'ancienne bourgeoisie originaire du Dauphiné.
Il est le fils de Charles Berger de La Villardière (1921-2008) et de Marie-France Tardieu (1936).
Il est le premier enfant d'une fratrie de 4, dont Jean, François (né en 1963 et fondateur de Business Interactif) et Philippe (né en 1969).
Issu de la bourgeoisie catholique de droite, il décrit « une enfance d’expatrié, mon père était cadre chez Pont-à-Mousson, en Italie, puis au Liban. »
Titulaire d'une maîtrise en sciences politiques (Paris X - Nanterre) et d'une licence de droit public, Bernard de La Villardière a obtenu une licence de journalisme au CELSA. Il a tenté de suivre l'enseignement de l’École supérieure du commerce extérieur mais en a été exclu au bout d’un an.

### Carrière
Alors que son père souhaite le voir faire carrière dans la banque ou la haute fonction publique, lui se découvre une vocation pour le journalisme pendant la guerre civile au Liban : « À partir de 1972, le pays de miel et de sang a basculé dans la guerre civile, traitée de façon biaisée par les médias. Il y avait d’un côté les riches chrétiens et de l’autre les pauvres musulmans. Cette grille de lecture crypto- marxiste m’a poussé à témoigner, un jour, en vérité ».
Bernard de La Villardière commence sa carrière comme reporter à FR3 Puy-de-Dôme en 1983 avant de rejoindre la radio Alouette FM en Vendée, où il assure la présentation des journaux du matin. Il est alors engagé par Philippe de Villiers.
En 1984, il rejoint le Journal de l'île de La Réunion. Il retrouve les ondes en 1985 à Médi 1, une radio franco-marocaine installée à Tanger, où il traite de grands dossiers de politique internationale[pas clair].
En 1987, Bernard de La Villardière participe au lancement de France Info avant de rejoindre RTL pour assurer la présentation des journaux du matin le week-end. Pendant sept ans, il partagera son temps entre l'antenne et le reportage (révolution roumaine, guerre du Golfe, affaire du sang contaminé, etc.).
En 1994, il participe au démarrage de la chaîne d'information en continu LCI où il assure la présentation de journaux et du Journal du monde. Il a également réalisé des reportages pour le magazine LMI et couvert les élections présidentielles russes en 1996.
Deux ans plus tard, il intègre la rédaction d'Europe 1, aux côtés de Sylvain Attal, d'Yves Calvi et de Philippe Bès au titre de rédacteur en chef et présentateur de la tranche 7 h - 8 h.
En septembre 1998, Bernard de La Villardière rejoint la chaîne de télévision M6 pour reprendre la présentation de Zone interdite, le magazine dominical de grand reportage et de société créé par Patrick de Carolis en mars 1993. De 2001 à 2005, il présente parallèlement Ça me révolte sur la même chaîne.
En 2003, il fonde sa société de production, « Ligne de front », avant de racheter le site internet d'information lesinfos.com.
À partir de septembre 2005, toujours sur M6, il présente Enquête exclusive le dimanche en deuxième partie de soirée qui a succédé à Culture Pub, une émission qui entend englober des thèmes politiques, économiques, sociaux et culturels, Cette émission réalise des audiences satisfaisantes et contribue pour une certaine part au succès de la chaîne avec en moyenne 1,3 million de téléspectateurs (12 % de part d'audience) et donne à son présentateur une notoriété grandissante. 
Avec Mélissa Theuriau, qui lui a succédé à la tête de Zone interdite, il réalise en mai 2007 une enquête sur la guerre civile au Darfour en se rendant sur place avec la journaliste. Leur reportage a été diffusé début juillet 2007 sur M6 dans Zone interdite.
En 2013, il produit le documentaire controversé sur l'affaire d'Outreau (2001), Outreau, l'autre vérité (sorti en salles le 6 mars 2013), réalisé par Serge Garde, ancien journaliste du quotidien l'Humanité.
À partir du 14 avril 2014, il présente Le 19:45 sur M6. Laurie Milliat-Desorgher est la remplaçante officielle de Xavier de Moulins, mais, étant en congé maternité[Quoi ?], Bernard de La Villardière a accepté de la remplacer pendant deux semaines. M6 annonce qu'il ne s'agit que d'un remplacement temporaire, Laurie Milliat-Desorgher reprendra sa place dès son retour selon la chaîne privée.
En 2016, il lance l'émission Dossier tabou sur M6, avec un premier numéro intitulé « L'Islam en France : la République en échec » diffusé le 28 septembre 2016. Le second numéro est diffusé six mois plus tard, le 27 mars 2017, avec pour sujet[Quoi ?] le cannabis.
En 2020, il se lance dans le numérique en fondant le média vidéo 100 % numérique « Neo » avec le producteur de télévision Stéphane Simon, l'auteur et financier Sami Biasoni, Anne-Henri de Gestas et Louis Perrin.
En janvier 2023, ses associés et lui se séparent en raison d'un désaccord stratégique et il fonde un nouveau média vidéo baptisé Réel.
En 2024, il préside le Festival du documentaire sur la Justice.

### Émissions et médias
- 1994-1998 : présentateur sur LCI
- 1998-2005 : Zone interdite sur M6
- 2001-2005 : Ça me révolte sur M6
- Depuis 2005 : Enquête exclusive sur M6
- 2007 : Les Destins brisés que les Français n'oublieront jamais sur M6 avec Alessandra Sublet
- 2009-2012 : Enquête exclusive Grand format sur M6
- 2014 : Le 19:45 sur M6
- Depuis 2016 : Dossier tabou sur M6
- 2022 : Soirée spéciale Ukraine sur M6, coprésentée avec Julien Courbet et Ophélie Meunier
- 2022 : Scènes de ménages (soirée 35 ans M6 : tous en scène !)

### Engagements et prises de position

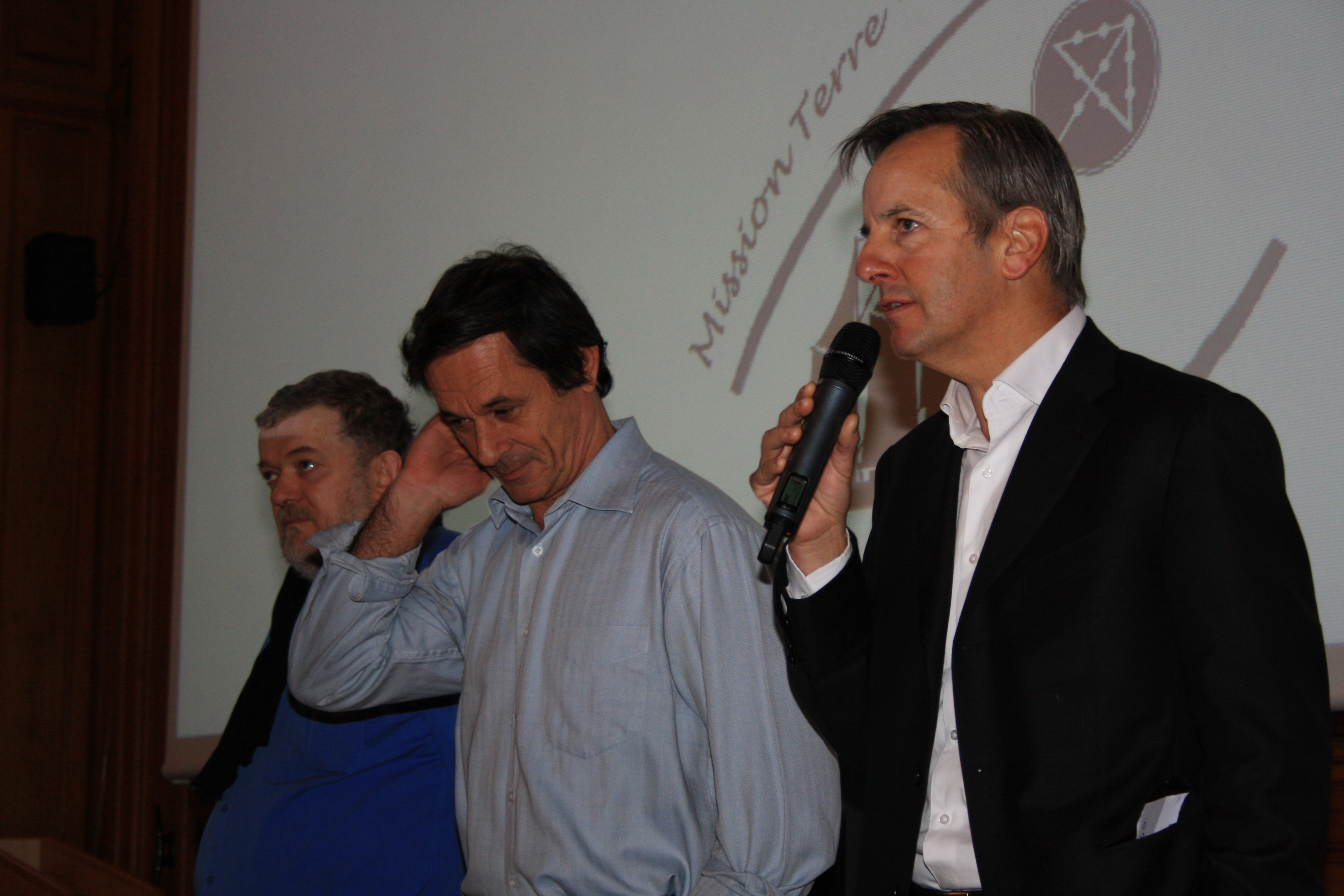
Lors de la conférence de presse « Mission Terre-Océan » à l'Institut océanographique de Paris en 2011.

Ancien président de l'association Solidarités International (2002-2005) et du Press club de France de 2001 à 2004 puis de nouveau à partir de 2009, Bernard de La Villardière est membre du Conseil d'administration de plusieurs institutions : « Innocence en danger », Action contre la faim, Fondation Suez, Centre de formation des journalistes, Club des Vigilants [Depuis quand ?]. 
Il est également l'un des administrateurs, depuis 2005, de l'Institut de relations internationales et stratégiques,.
En 2005, il a fait partie du jury du « grand prix de la communication solidaire ».
Il affirme son soutien à la réforme des retraites de 2023, fustigeant « les gens qui pleurnichent parce qu'ils vont bosser deux ans de plus ».
Il est signataire, durant l'entre-deux-tours des législatives de juillet 2024, d'une tribune dans Le Figaro appelant à faire « barrage » au Nouveau Front populaire.

## Vie privée

### Relations et enfants
Marié à Anne de Savignac, il est père de quatre enfants : Caroline née en 1987, Marc né en 1988, Rémi né en 1992 et Nicolas né en 1993.

### Problèmes de santé
Le 11 mars 2023, dans Le Figaro, il annonce souffrir d'un cancer depuis 2 ans et être sous surveillance médicale tous les trois mois et qu'il a subi une séance d'immunothérapie fin 2022, "Comme des centaines de milliers de Français, j'ai un cancer. Le mien est un peu compliqué, ce n'est pas un "bon" cancer".

## Ouvrages
- Bernard de La Villardière et Vincent Nouzille, L'Anti-drogue ; Toxicos, médecins, magistrats, policiers témoignent, éditions du Seuil, coll. « À l'épreuve des faits », 1994
- Bernard de La Villardière, L'Homme qui marche, Calmann-Lévy, coll. « Documents, Actualités, Société », 2016, 272 p.

## Distinctions
- Prix Richelieu 2018.
- Sélection officielle au Festival du documentaire sur la Justice 2023